# Dino weberi
Dino weberi is een hooiwagen uit de familie Epedanidae.